# در خفگی
در خفگی (به انگلیسی: On Suffocation) یک فیلم کوتاه سوئدی محصول ۲۰۱۳ به کارگردانی جنیفر مالمکویست است. این فیلم در جشنواره فیلم ساندنس ۲۰۱۳ نمایش داده شد و آرته در تاریخ ۱۷ اکتبر ۲۰۱۴ پخش کرد. این فیلم برنده جایزه بهترین فیلم کوتاه ۲۰۱۴ گلدباگن شد.

## داستان
در ایران، دو جوان به دلیل همجنس‌گرایی به دار آویخته شدند، یک جرم جنسی.

## بازخورد

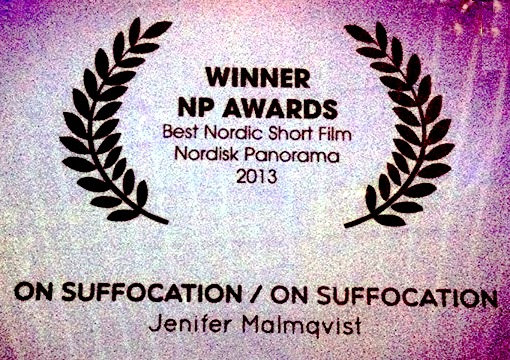
برنده جایزه ان‌پی بهترین فیلم کوتاه Nordic Panorama Nordisk 2013 توسط مورد جنیفر مالموویست

بتسی شارکی از لس آنجلس تایمز آن را «پیروزی بی کلام» نامید.
در جوایز گلدباگن، ۲۰۱۴، در خفگی برنده بهترین فیلم کوتاه شد.